# Жицкий, Станислав Владимирович
Стас (Станисла́в Владими́рович) Жицкий (род. 1967, Москва) — российский дизайнер и художник.

## Биография
В 1985 году полтора месяца проучился в московском Институте иностранных языков.
Всего в 1984 по 1986 год трижды не поступил в различные высшие учебные заведения (включая московский Полиграфический институт, на вступительных экзаменах поставил абсолютный рекорд — четыре двойки в четырех профессиональных номинациях).
В 1985—1986 годах учился в художественной студии Дмитрия Лиона.
С 1986 года работал как театральный художник (сценография и костюмы), книжный дизайнер и иллюстратор. До начала 1990-х сдизайнерил и проиллюстрировал около 30 книжек, в том числе четыре коллекционных минисборника прозы Даниила Хармса (1991, тиражи 100 экземпляров, подготовка текста Владимира Глоцера)
В 1989—1995 годах активно занимался разнообразными современными искусствами, в том числе в составе группы «АРТ-БЛЯ». Участвовал более чем в 30 выставках (из них около 10 — персональных) в Европе и России.
В начале 1990-х годов также работал в области, которую потом назвали fashion-индустрией — художником-постановщиком fashion show и вообще всем, включая art-direction и администрирование.
С 1994 года занимался графическим дизайном и печатной рекламой freelance.
В 1996 году совместно с Сергеем Кужавским основал компанию «OPEN!Design» (c 2002 — «OPEN!Design&Concepts»). Среди проектов, реализованных Жицким и Кужавским, — дизайн линии соков «Rich», представленный на первой конференции по европейскому дизайну в Афинах (2007), водка «Аз», часы, футболки, упаковочные материалы. Однако им принадлежит и большое количество крупных концептуальных проектов, реализация которых зачастую маловероятна: таков проект Музея часов (здания в форме карманных часов), проект реконструкции Лубянской площади (её превращение в Площадь Детского мира, с каруселью в центре) и т. п. В то же время большие проекты Жицкого и Кужавского принципиально реализуемы — это доказывает выполненный по их проекту уникальный выставочный комплекс «T-Modul». В качестве характерной черты дизайнерских решений Жицкого и Кужавского специалисты отмечали «ярко выраженное чувство юмора»: «вещи Open!Design как-то подчёркнуто, как-то очень по-русски смешны». Проект Жицкого и Кужавского Backside был представлен на выставке Basel World и стал финалистом конкурса Design Innovation Awards.
Летом 2005 года Жицкий и Кужавский попали в фокус внимания мировой прессы благодаря работе, выполненной ими для команды «Рено» гоночной серии «Формула-1». Как известно[кому?], генеральным споносором этой команды на тот момент являлась табачная фирма Japan Tobacco, поэтому болиды команды несли на себе рекламу основного бренда компании, сигарет «Mild Seven». Однако некоторые этапы Формулы-1 проходят в странах, где реклама табачных изделий на спортивных мероприятиях запрещена. Для участия в таких этапах рекламные логотипы на болиде заклеиваются. Жицкому и Кужавскому был заказан дизайн этих наклеек, и они предложили решение, основанное на мотивах старинной японской живописной школы суми-ё. Для дизайнеров эта работа носила имиджевый характер: они не получили гонорара, но были приглашены на тренировочную базу команды, сфотографировались с пилотами команды Фернандо Алонсо и Джанкарло Физикеллой и получили мировую прессу.
Количество призов, премий и прочих наград — более 30. Среди них — Golden Drum, Good Design Awards (за сок «Rich», вручаемый Chicago Aeteneum Museum of Architecture and Design за лучшие достижения в области промышленного дизайна. RedDot Award 2009 за коллекцию ювелирных украшений Diamonds Inside.
Совместно с Сергеем Кужавским опубликовал выдержанную в юмористическом ключе популярную книгу о маркетинге «Притчетерапия, или Книга смыслей о маркетинге» (2010) и иллюстрированный сборник шуточных стихотворных миниатюр «Новохокку» (2008).
В 2008 году вместе с партнерами основал ювелирный бренд OPENJART, основной концепцией которого стал отход от традиционного дизайна украшений при сохранении неизменно высокого качества производства.
С 2010 года (совместно с Кужавским) — основатель и участник художественной компании OPEN!Group.
Автор художественно-поэтической «Пирографомания» (2011).
Член жюри международных фестивалей Cannes Lions, Eurobest, AD Stars (Korea), российских фестивалей дизайна и рекламы.
В 2009—2020 годах активно сотрудничал с медиапроектом «Сноб», публиковал в журнале книжные обзоры и вел собственный литературно-критический блог на сайте.
Автор многочисленных статей и колонок о дизайне, архитектуре, литературе и культуре в разнообразных печатных и онлайн изданиях: «Elle Декор», «Vogue», «Интерьер+Дизайн», «AD», «Мезонин», «Коммерсантъ Деньги», «Штаб-квартира», «[Как)», «Maxim», «Wallpaper», «Эксперт», «Playboy», «Seasons», «Ведомости» и т. д.
С 2020 года является куратором-преподавателем мультидисциплинарных направлений (дизайн, медиа, реклама, сторителлинг) в Школе Дизайна Высшей Школы Экономики.